# Enochrus cristatus
Enochrus cristatus är en skalbaggsart som först beskrevs av Leconte 1855.  Enochrus cristatus ingår i släktet Enochrus och familjen palpbaggar. Inga underarter finns listade i Catalogue of Life.